# Birra artigianale
La birra artigianale è una birra prodotta da un birrificio di piccole dimensioni. La dimensione riguarda il volume produttivo esiguo e che pertanto è tipico di un'impresa artigiana, contrapposta ad aziende che realizzano birra su scala industriale.
Birra artigianale e microbirrificio sono termini contigui ma distinti.

## Produzione
Il prodotto non è pastorizzato e generalmente non filtrato.
La birra viene prodotta principalmente con il malto d'orzo e/o con il malto di frumento (e in alcuni casi anche con altri cereali maltati, o raramente non maltati), elementi base, ai quali vengono aggiunti luppolo, lievito ed acqua. Caratterizzante prodotti particolari è l'aggiunta di altre materie (ad esempio: castagne, buccia di arancia, spezie, mosto d'uva, ecc).
A questo punto la birra è pronta per essere bevuta ma ha una durata limitata nel tempo.
Per aumentarne la conservazione, nella produzione industriale, il prodotto viene sottoposto ad alcuni trattamenti come la pastorizzazione ed il filtraggio. Vengono così inattivati i microrganismi contenuti nel lievito e filtrata la bevanda, aggiungendo poi degli additivi conservanti e stabilizzanti. Dopo questo trattamento il prodotto può essere movimentato e stoccato senza alcun problema.
Le birre prodotte con tecniche industriali, pertanto, si differenziano sostanzialmente da quelle artigianali ad un esame organolettico. La presenza di lieviti attivi, inoltre, rende queste ultime un alimento vivo che si evolve nel tempo. Se il tipo di birra lo consente, è possibile un invecchiamento in cantina anche per alcuni anni.
Il fenomeno dei birrifici artigianali, rinasce negli Stati Uniti (da qui il termine, poi diffusosi nel mondo, craft beer che designa la birra artigianale; to craft significa, in effetti, "fare a mano") ed è una riscoperta che avviene a partire dagli anni ottanta, la cosiddetta "Renaissance Americana", dove molti immigrati europei, riescono a mantenere in vita alcuni vecchi prodotti europei che altrimenti sarebbero andati perduti.
Anche in Europa ed in Italia si sta affermando questo fenomeno che si ripromette di proporre prodotti artigianali di elevata qualità.

## In Italia
La produzione di un microbirrificio è limitata (in genere si pone il limite a 5 000 hl annui, più di recente a 10 000 hl). A partire dal 2016 la legge definisce come "birra artigianale" quella prodotta da birrifici indipendenti (legalmente ed economicamente) che utilizzi impianti di produzione propri e non produca oltre 200 000 ettolitri di birra all'anno; inoltre la birra non può essere sottoposta a processi di pastorizzazione e di microfiltrazione.
I produttori di birra artigianale si possono dividere in tre categorie:
- i microbirrifici, che in genere non dispongono di un locale di mescita e la cui produzione è in tutto o in gran parte destinata alla vendita a locali e negozi;
- i brewpub ovvero locali che producono birra per il consumo interno, spesso abbinato ad attività di ristorazione.
- i beer firm ovvero impianti preesistenti che vengono affittati a privati, i quali possono quindi produrre birra artigianalmente ma in quantità non raggiungibili con un normale impianto casalingo.

Il numero di microbirrifici è in continuo aumento, si stima che nel 2007 fossero operativi almeno 175 microbirrifici; nel 2010 hanno superato le 300 unità arrivando a coprire circa l'1% della produzione di birra italiana, mentre nel 2014 hanno quasi raggiunto le 1000 unità arrivando a coprire circa il 3% della produzione di birra italiana. Il trend di crescita non accenna a diminuire.
L'anno di inizio di questo fenomeno (a parte alcuni tentativi pionieristici, ad esempio a Sorrento e sul Lago di Garda) è il 1996, quando contemporaneamente, ma senza alcun collegamento fra loro, aprono diversi birrifici.
Dal 2005 vengono pubblicati una serie di libri volti a una catalogazione per il crescente fenomeno.
La produzione dei microbirrifici italiani nel complesso presenta una varietà  notevolissima con birre ispirate ai più diversi stili internazionali. Frequente è anche la creazione di birre comprendenti ingredienti inusuali sia come materia fermentabile che come aromatizzazioni, spesso integrando produzioni locali (ad esempio farro, frutta DOP e IGP). Esempio significativo l'uso delle castagne, utilizzate in un numero di birre che non trova riscontri in altre nazioni produttrici, tanto da diventare quasi un simbolo della birra artigianale italiana.
In questo contesto si inseriscono le contaminazioni con il vino, utilizzando sia botti di legno di secondo passaggio, che mosto d'uva con i suoi lieviti autoctoni, che hanno portato all'istituzione di un vero e proprio stile: l'Italian Grape Ale.
L'uso di produzioni locali in certi casi è esteso anche agli ingredienti tradizionali, con uso di malto ottenuto da cereali locali, maltazione effettuata in proprio e esperimenti con la coltivazione del luppolo. Una grande diffusione sta ottenendo anche il mais, spesso utilizzato dall'industria per contenere i costi, ma che in ambito artigianale diventa una materia prima di alto pregio utilizzando varietà antiche come lo "sponcio", il "pignoletto" o il "marano".
Da qualche anno diversi microbirrifici italiani hanno cominciato un'attività di esportazione dei loro prodotti, principalmente sul mercato USA, anche se il mercato europeo si sta dimostrando molto interessante e attento ai prodotti italiani. Alcune delle produzioni artigianali italiane hanno ricevuto un ottimo apprezzamento da parte degli appassionati di birra americani e non, come documentato dai più importanti siti di rating.
La continua crescita del fenomeno ha portato ad analisi anche economiche come quella riportata da fermento Birra a cura di Lelio Bottero o la ricerca congiunta UnionBirrai-Altis che, per la prima volta analizza in modo statistico microbirrifici e brewpub.